# Prionyx damascenus
Prionyx damascenus är en biart som först beskrevs av De Beaumont 1968.  Prionyx damascenus ingår i släktet Prionyx och familjen grävsteklar. Inga underarter finns listade i Catalogue of Life.